# Edward Troughton

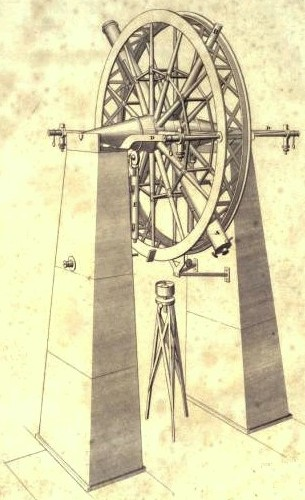
De meridiaankijker van Groombridge

Edward Troughton (oktober 1753 - 12 juni 1835) was een Britse instrumentmaker, die voornamelijk bekendstond om zijn telescopen en andere astronomische hulpmiddelen.

## Biografie
Troughton werd geboren in het plaatsje Corney in het graafschap Cumberland. Na bij zijn broer John in de leer te zijn geweest, werd Edward in 1779 diens zakenpartner. Troughton ontwikkelde zich vervolgens tot een van de beste instrumentmakers op het terrein van de astronomie en in iets mindere mate de landmeting. Naast het vervaardigen van deze instrumenten, trachtte hij ze ook te verbeteren of zelfs nieuwe uit te vinden.
In 1795 leverde Troughton een nieuwe refractortelescoop aan het Observatorium van Armagh in Noord-Ierland. In 1806 bouwde hij een meridiaankijker voor de Britse koopman en astronoom Stephen Groombridge, die er zijn sterrencatalogus mee samenstelde. In 1809 werd hem de Copley Medal van de Royal Society of London toegekend, voor verbeteringen in het aanbrengen van schaalverdelingen op instrumenten.
Na het overlijden van zijn broer nam Troughton in 1826 de instrumentmaker William Simms als zakenpartner aan. Onder de naam "Troughton & Simms" bouwden ze onder meer theodolieten voor George Everest, die toen de leiding had over de Great Trigonometrical Survey in India.